# Дворець (Новосокольницький район)
Дворець (рос. Дворец) — присілок в Новосокольницькому районі Псковської області Російської Федерації.
Населення становить 3 особи. Входить до складу муніципального утворення Маєвська волость.

## Історія
Від 2015 року входить до складу муніципального утворення Маєвська волость.

## Населення
| 2001 | 2002 | 2010 |
| ---- | ---- | ---- |
| 3    | →3   | →3   |